# Susan D. Kern
| 61912 Storrs        | 27 agosto 2000 |
| 61913 Lanning       | 28 agosto 2000 |
| 92578 Benecchi      | 30 luglio 2000 |
| 92893 Michaelperson | 27 agosto 2000 |

Susan D. Kern (1977) è un'astronoma statunitense.
Susan D. Kern è sposata con Robert J. Benecchi per cui secondo l'uso anglosassone è spesso indicata nei suoi studi come Susan D. Benecchi . Al marito ha dedicato l'asteroide 92578 Benecchi .
Dopo il dottorato conseguito nel 2006, ha lavorato fino al 2007 all'osservatorio del Massachusetts Institute of Technology.
Il Minor Planet Center le accredita la scoperta di otto asteroidi, tutte effettuate nel 2000 in parte in collaborazione con Marc W. Buie.
Le è stato dedicato l'asteroide 21458 Susank .